# Commandement des opérations interarmées du Canada
Cet article fait partie d'un « bon thème » labellisé en 2011.
Le Commandement des opérations interarmées du Canada ou COIC (Canadian Joint Operations Command en anglais) est le commandement des Forces armées canadiennes (FAC) chargé de toutes les opérations militaires domestiques ou outremers du Canada, à l'exception de celles menées par le Commandement des Forces d'opérations spéciales du Canada (COMFOSCAN) et le NORAD. En fait, le COIC et le COMFOSCAN forment les deux commandements opérationnels des FAC tandis que l'Armée canadienne, l'Aviation royale canadienne et la Marine royale canadienne forment les trois commandements environnementaux. Ces trois derniers sont responsables de générer les forces qui sont, par la suite, utilisées par le COIC lors des opérations. Le COIC a été créé, en 2012, par la fusion du Commandement Canada, du Commandement de la Force expéditionnaire du Canada et du Commandement du soutien opérationnel du Canada. D'ailleurs, ces trois anciens commandements forment la base de la structure du COIC puisqu'il est composé de trois composantes principales : les opérations continentales, les opérations expéditionnaires et le soutien opérationnel.

## Rôle
Le Commandement des opérations interarmées du Canada est responsable de planifier, de conduire et d'achever les opérations des Forces armées canadiennes qui sont divisées en trois zones géographiques : le Canada, l'Amérique du Nord et le reste du monde. Pour ce faire, le COIC prend le commandement et le contrôle des forces générées par les trois éléments des Forces armées canadiennes, soit l'Armée canadienne, l'Aviation royale canadienne et la Marine royale canadienne, lorsqu'elles sont en opérations.  Les seules opérations des FAC qui ne sont pas sous la responsabilité du COIC sont celles menées par le Commandement des Forces d'opérations spéciales du Canada et le Commandement de la défense aérospatiale de l'Amérique du Nord (NORAD).

## Structure
Le Commandement des opérations interarmées du Canada comprend trois composantes principales : opérations continentales, opérations expéditionnaires et soutien opérationnel. En plus de son propre quartier général responsable de la planification et du contrôle des opérations basé à Ottawa, le COIC est assisté par trois quartiers généraux principaux : celui du commandant de la composante aérienne basé sur la base des Forces canadiennes (BFC) Winnipeg au Manitoba, celui du commandant de la composante maritime basé sur la BFC Halifax en Nouvelle-Écosse et celui de la 1re Division du Canada basé sur la BFC Kingston en Ontario.

### Opérations continentales

#### Forces opérationnelles

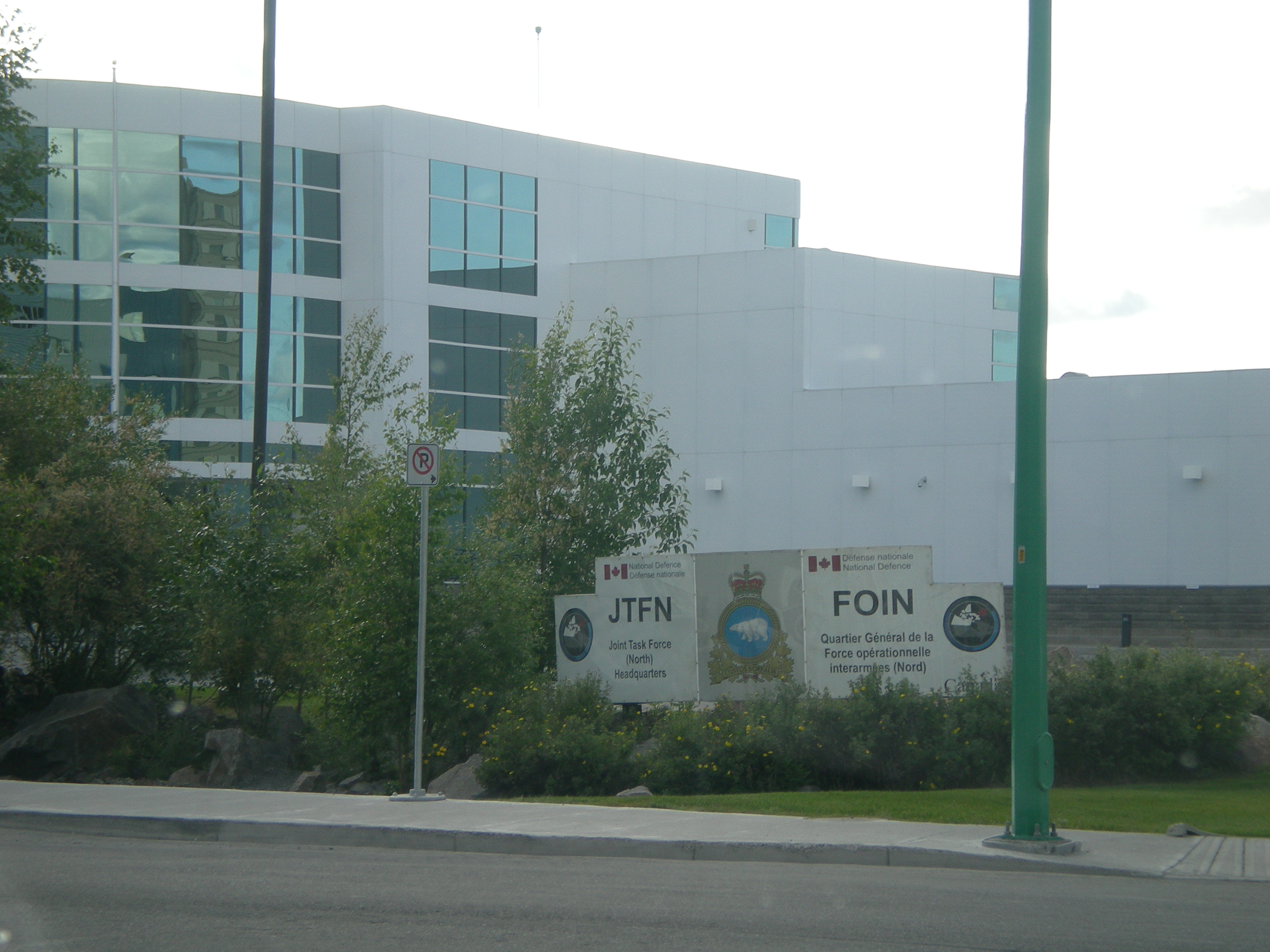
Quartier général de la FOI Nord à Yellowknife dans les Territoires du Nord-Ouest

Pour mener à bien les opérations domestiques, le COIC est composé de six forces opérationnelles interarmées (FOI) régionales couvrant tout le territoire du Canada qui sont responsables de commander et de contrôler les opérations qui se déroulent en sol canadien.
| FOI            | Base                                    | Zone de responsabilité                                              |
| -------------- | --------------------------------------- | ------------------------------------------------------------------- |
| FOI Nord       | Yellowknife (Territoires du Nord-Ouest) | Territoire canadien et approches maritimes au nord du 60e parallèle |
| FOI Pacifique  | Esquimalt (Colombie-Britannique)        | Colombie-Britannique et approches maritimes du Pacifique            |
| FOI Ouest      | Edmonton (Alberta)                      | Prairies                                                            |
| FOI Central    | Toronto (Ontario)                       | Ontario                                                             |
| FOI Est        | Montréal (Québec)                       | Québec                                                              |
| FOI Atlantique | Halifax (Nouvelle-Écosse)               | Provinces de l'Atlantique et approches maritimes de l'Atlantique    |

#### Recherche et sauvetage

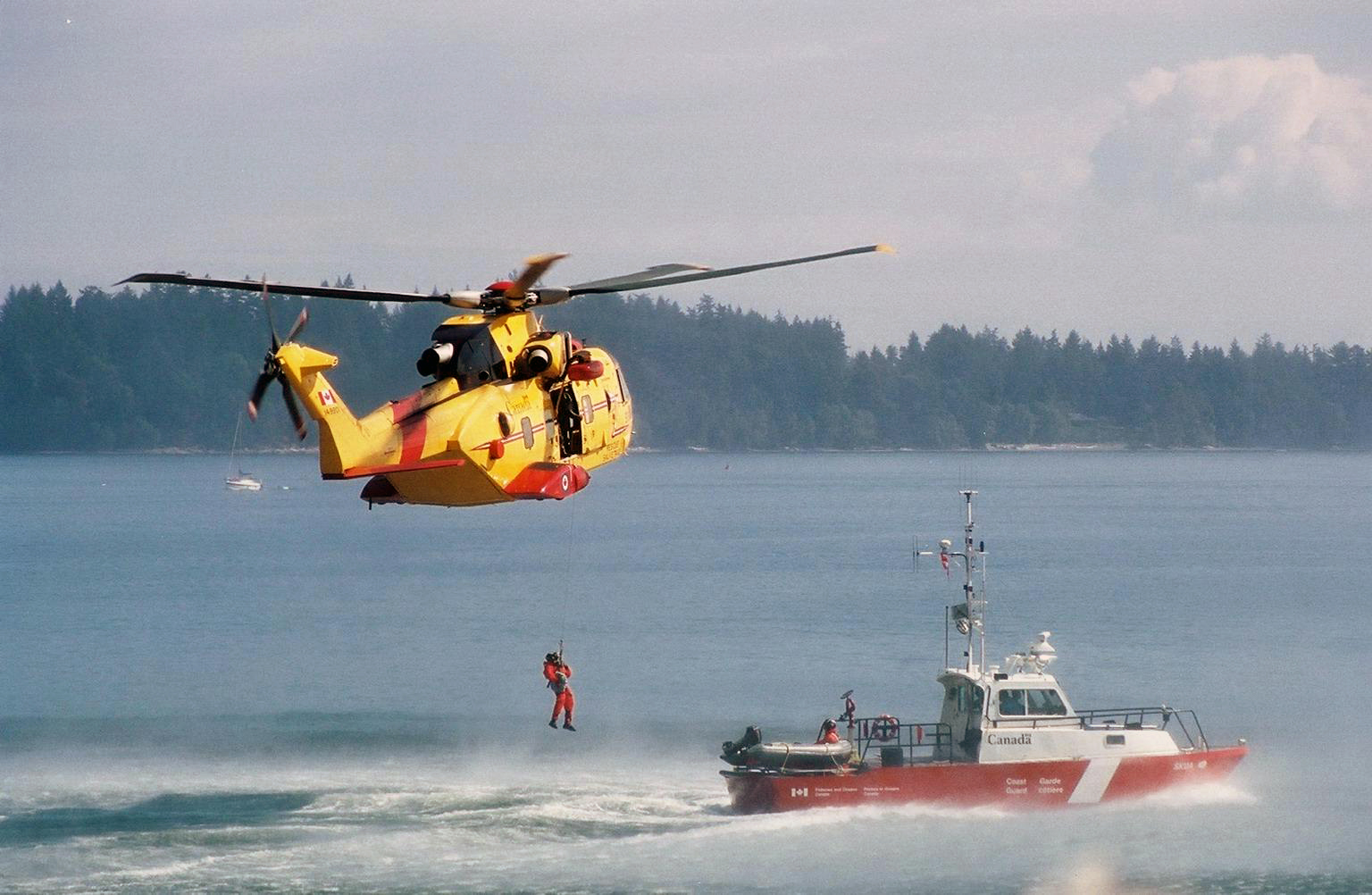
Un hélicoptère Cormorant de l'Aviation royale du Canada et un navire de la Garde côtière canadienne

Les opérations continentales comprennent principalement la recherche et sauvetage. Au Canada, la recherche et sauvetage est la responsabilité des Forces armées canadiennes conjointement avec d'autres organisations dont la Garde côtière canadienne et la Gendarmerie royale du Canada ainsi que plusieurs organisations provinciales, territoriales et bénévoles. Les Forces armées canadiennes dirigent le Programme national de recherche et sauvetage (PNRS) qui ont assigné l'autorité principale pour les opérations de recherche et sauvetage au COIC. Le territoire canadien est divisé en trois régions de recherche et sauvetage (RSS) qui comprennent chacune un centre conjoint de coordination de sauvetage (CCCS).
| Centre        | Province             | Zone de responsabilité                          |
| ------------- | -------------------- | ----------------------------------------------- |
| CCCS Victoria | Colombie-Britannique | Zone maritime du Pacifique et l'Ouest canadien  |
| CCCS Trenton  | Ontario              | Centre du Canada et l'Arctique                  |
| CCCS Halifax  | Nouvelle-Écosse      | Zone maritime de l'Atlantique et l'Est canadien |

### Opérations expéditionnaires
Les opérations expéditionnaires correspondent à toutes les opérations menées par les membres des Forces armées canadiennes déployés à l'extérieur de l'Amérique du Nord. Généralement, lorsque les FAC sont impliquées dans une opération outremers, une force opérationnelle interarmées est mise sur pied. Celle-ci tombe sous la responsabilité du COIC peu importe où elle se trouve dans le monde.

### Soutien opérationnel
Le Groupe du soutien opérationnel interarmées des Forces canadiennes (GSOIFC) est responsable de planifier, de préparer et de déployer tout le soutien aux opérations menées par les Forces armées canadiennes. Ce soutien inclut les communications, le génie militaire, les services de santé, la police militaire, la logistique, l'entretien des véhicules ainsi que le soutien du personnel.

## Histoire

### Création
La création du Commandement des opérations interarmées du Canada fut annoncée en mai 2012 pour faire suite à des restrictions budgétaires annoncées dans le budget fédéral canadien de 2012. Ainsi, les commandements opérationnels, à l'exception du Commandement des Forces d'opérations spéciales, furent fusionnés en une seule structure. Le COIC fut officiellement mis sur pied le 5 octobre 2012.

## Devise et symboles
La devise du Commandement des opérations interarmées du Canada est Unanimi cum ratione qui signifie « Unis par un objectif ».